# Théodore-Charles Gruyère
Théodore-Charles Gruyère (* 17. September 1813 in Paris; † 1. März 1885 ebenda) war französischer Bildhauer.

## Leben
Gruyère war ein Sohn des Ornamentbildhauers Joseph-Louis Gruyère (1792–1831/1832) und trat am 27. September 1830 in die École des Beaux-Arts ein, wo er ein Schüler von Jules Ramey (1796–1852) und Augustin-Alexandre Dumont (1801–1884) wurde. Er debütierte 1836 mit einer Gruppe (junges Mädchen und ihr treuer Hüter), die mit einer Medaille prämiert wurde. 1839 erhielt er für sein Relief Schwur der Sieben vor Theben den 1. großen Rom-Preis der Académie des Beaux-Arts und war von 1841 bis 1845 „Pensionär“ der Académie de France in Rom. In den Jahren 1835 bis 1884 stellte regelmäßig Porträtbüsten, Statuen und Reliefs im „Salon des artistes français“ aus, die überwiegend historische, mythologische und religiösen Inhalte darstellten. Er fertigte zahlreiche Figuren an den Fassaden der Pariser Bauten, teils Statuen von Heiligen für mehrere Kirchen, teils allegorische Skulpturen aus Sandstein oder Marmor. Ein Teil der Figuren kam ins Depot d’Auteuil. Er fertigte 1873 einen Konkurrenzentwurf für die Gestaltung des Tegetthoff-Denkmals in Wien, der jedoch nicht zur Ausführung kam.

## Auszeichnungen (Auswahl)
- 1837: zweiter Rom-Preis für Marius assis sur les ruines de Carthage
- 1839: erster Rom-Preis für Serment des sept chefs devant Thèbes
- Medaillen: 1836 (3. Klasse), 1838, 1843 (2. Klasse), 1846 (1. Klasse) und 1867 (1. Klasse) auf der Weltausstellung in Paris
- 14. August 1866: Ritter der Ehrenlegion[3]

## Werke (Auswahl)
- 1837: Gajus Marius vor Karthago
- David vor Saul singend

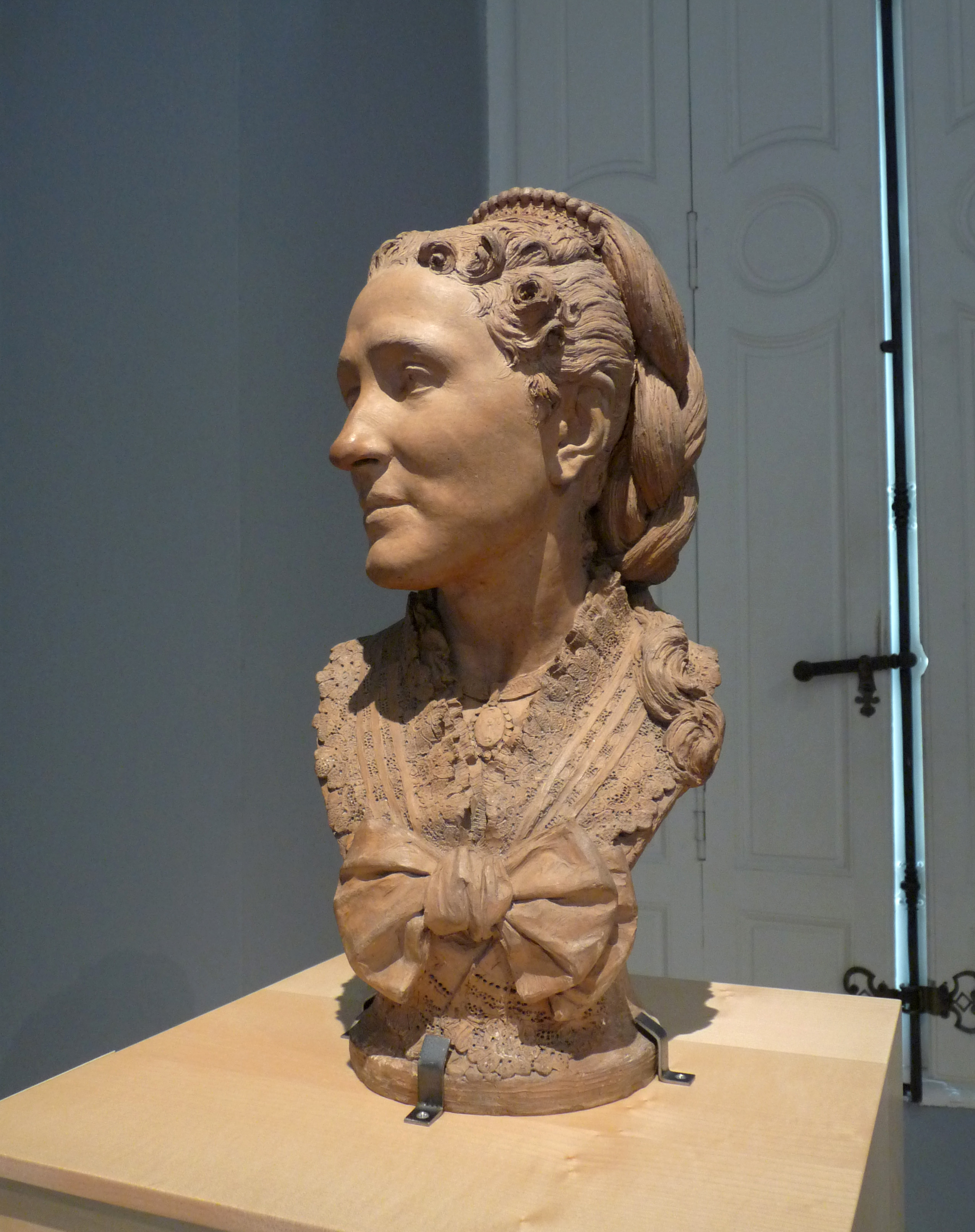
Frauenbüste, 1879, im Musée des Beaux-Arts de Strasbourg

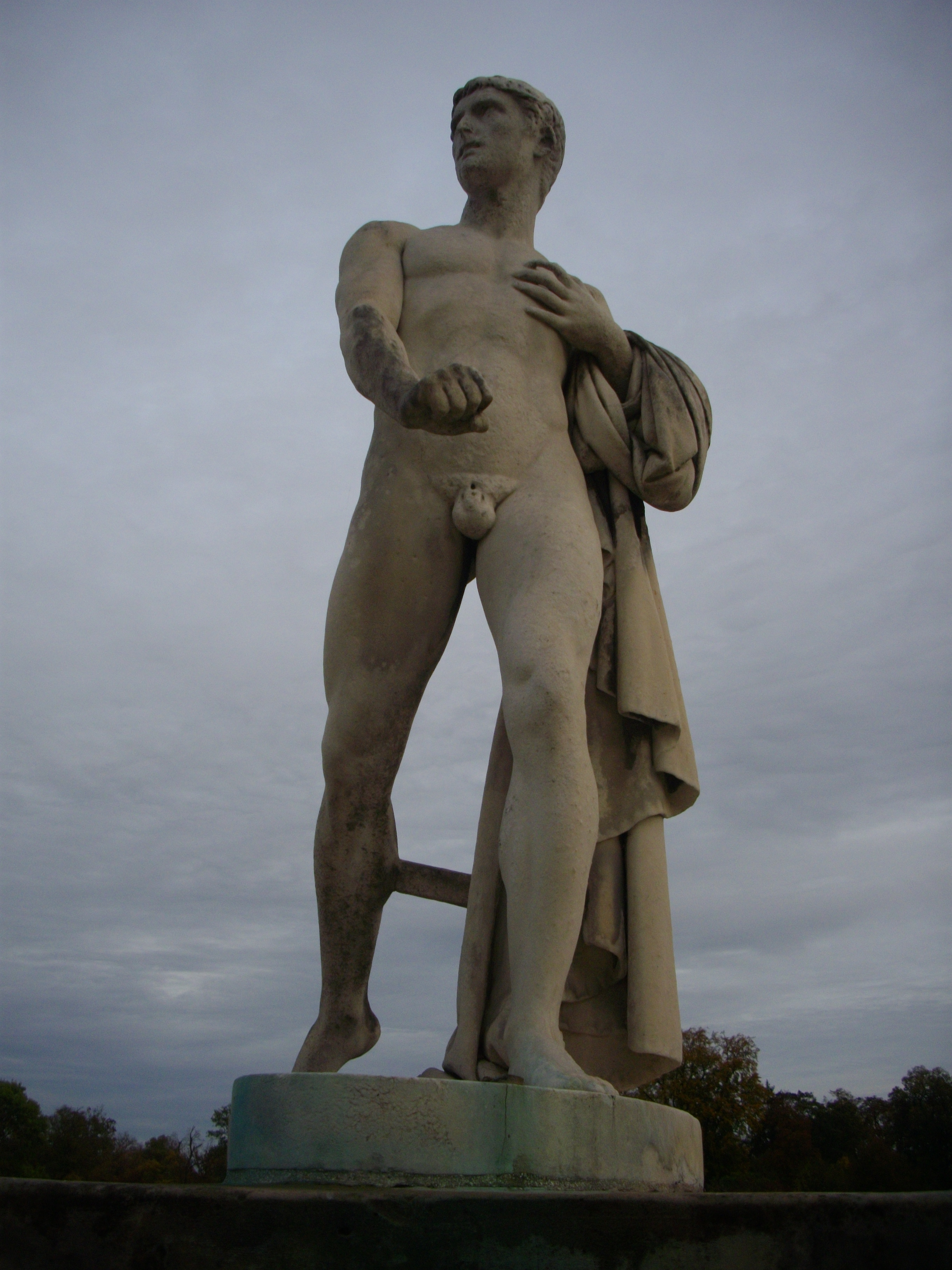
Statue des Mucius Scävola

- 1839: Die sieben Helden vor Theben (Prix de Rome)
- 1845: Chactas an Atalas Grab
- 1846: Mucius Scävola (Park von Compiegne, Marmorfigur)
- 1869: Mütterliche Zärtlichkeit (1869)

Zahlreiche Figuren am Louvre (Pavillon Richelieu und Denon), den Tuilerien, an der Opéra Garnier, dem alten und dem neuen Rathaus, am Nordbahnhof (Darstellung der Städte Laon und Arras), der Kirchen St. Augustin (Sandsteinstatuen des Basilius und des Hesekiel) und St. Thomas d’Aquin, für den Glockenturm von St.-Germain-l’Auxerrois, den Turm St.-Jacques-a-Boucherie oder für das Treppenhaus der Prefecture de Police.